# Cryphia felina
Cryphia felina là một loài bướm đêm trong họ Noctuidae.